# Лыневка
Лыневка — село в Николаевском районе Ульяновской области России. Входит в состав Головинского сельского поселения.

## География
Село находится в юго-западной части Ульяновской области, в лесостепной зоне, в пределах Приволжской возвышенности, на расстоянии примерно 9 километров (по прямой) к северо-востоку от Николаевки, административного центра района. Абсолютная высота — 215 метров над уровнем моря.
Климат
Климат характеризуется как умеренно континентальный, с тёплым летом и умеренно холодной зимой. Среднегодовая температура воздуха — 10 °С. Средняя температура воздуха самого тёплого месяца (июля) — 19,2 °C (абсолютный максимум — 41 °C); самого холодного (января) — −13,3 °C (абсолютный минимум — −48 °C). Продолжительность безморозного периода составляет в среднем 202 дня. Среднегодовое количество атмосферных осадков составляет 455—530 мм, из которых большая часть выпадает в период с апреля по сентябрь. Снежный покров образуется в конце ноября и держится в течение 128 дней.
Часовой пояс
Село Лыневка, как и вся Ульяновская область, находится в часовой зоне МСК+1. Смещение применяемого времени относительно UTC составляет +4:00.

## История
В 1837 году из Головино как выселок, было выделено с. Леневка, именно для ленивых крестьян (впоследствии переименовано в Лыневку).
В 1913 году в Лыневке проживало 820 человек, имелись часовня, частная школа, винокуренный завод У. Ф. Базилевой и Огрызко.

## Население
| 2010 |
| ---- |
| 0    |